# Cumpăna apelor

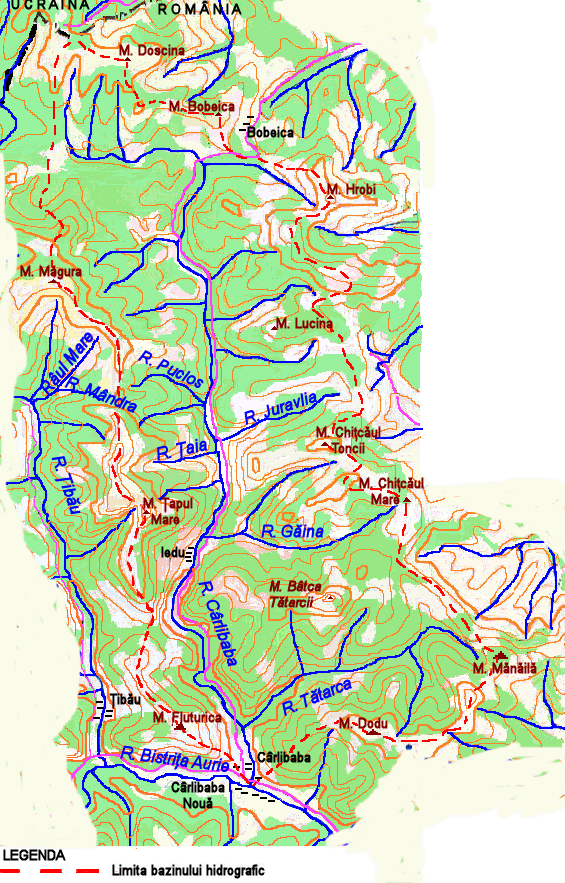
Harta bazinului hidrografic al râului Cârlibaba
Cumpăna apelor, trasată cu o linie groasă întreruptă de culoare roșie, marchează limita bazinului hidrografic

Cumpăna apelor, denumită și Cumpăna de apă, reprezintă linia de separație între două bazine hidrografice, respectiv linia de separare a scurgerilor precipitațiilor atmosferice pe două pante orientate în direcții opuse. Cumpăna apelor se găsește pe suprafața unui interfluviu și urmărește creasta sau culmea unei catene muntoase sau a sectorului de teren înalt, care desparte două bazine de scurgere.
Se disting două categorii de cumpene ale apelor:
- Cumpăna apelor de suprafață, care este linia de cumpănă sau limită care separă bazine vecine.[2] Pentru această categorie, cumpăna apelor se determină cu ajutorul planurilor topografice.[3]
- Cumpăna apelor subterane, care este linia suprafeței apei subterane sau a suprafeței piezometrice de la care scurgerea subterană este divergentă de o parte și de cealaltă.[4] În acest caz, cumpăna apelor este mai greu de precizat.

## Trasarea cumpenei apelor

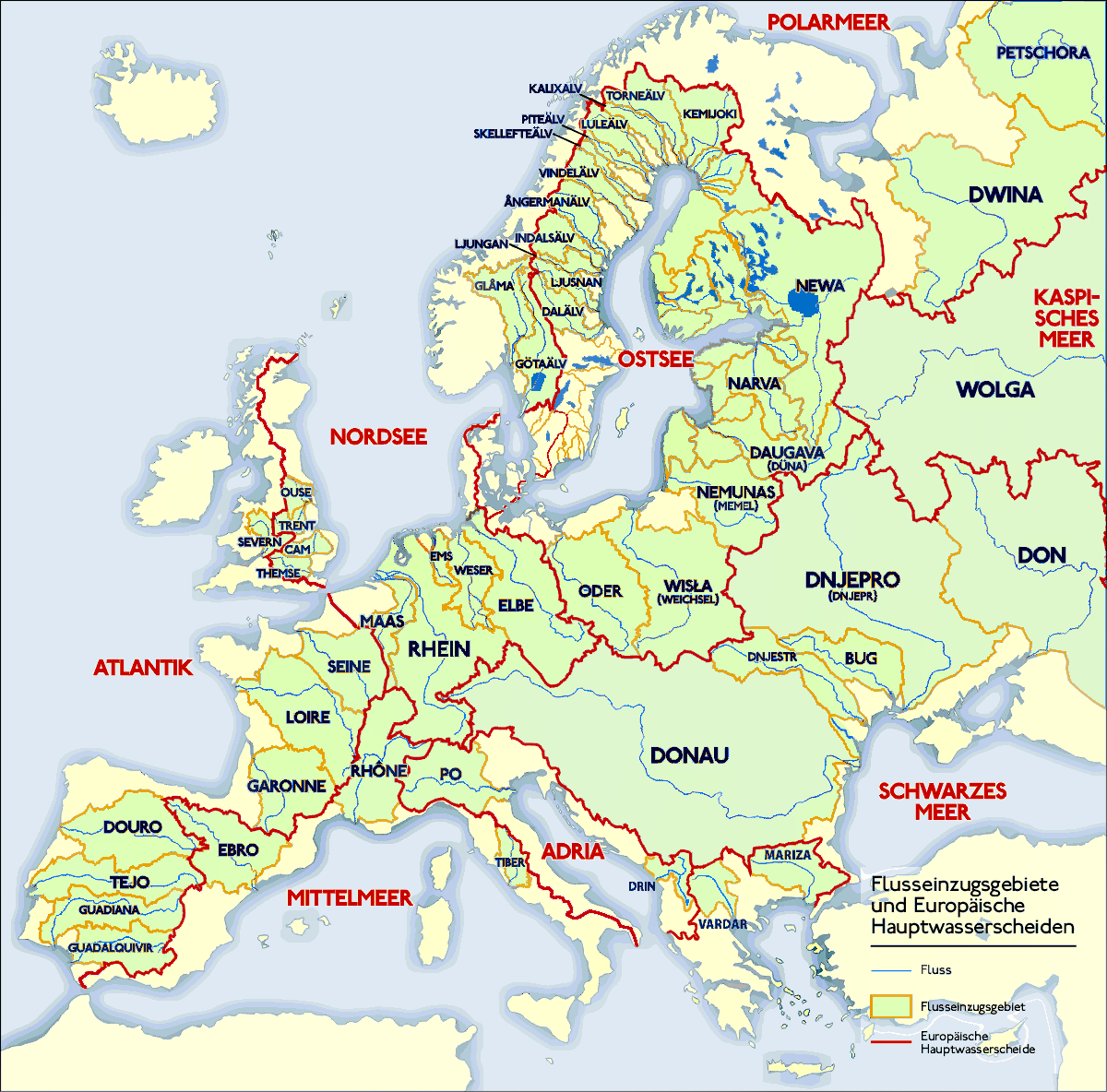
Principalele cumpene ale apelor (liniile roşii) şi bazinele hidrografice ale diverselor fluvii (gri) din Europa

Trasarea pe hartă a cumpenei apelor se face pe linia celor mai mari înălțimi ce delimitează două bazine hidrografice vecine, traversând perpendicular curbele de nivel. 
- Cumpăna principală de ape se trasează cu o linie groasă întreruptă de culoare neagră sau roșie începând cu gura de vărsare.
- Cumpenele secundare se trasează cu o culoare neagră întreruptă și mai subțire.

Rețeaua hidrografică se trasează cu culoarea albastră, pentru cea permanentă cu o linie continuă și pentru cea temporară cu o linie întreruptă, afluenții sunt delimitati prin cumpene de ape secundare ce urmăresc partea pozitivă a curbelor de nivel.